# ワープマン
『ワープマン』（WARPMAN）は、1985年7月12日にナムコ（現・バンダイナムコエンターテインメント）よりファミリーコンピュータ用として発売されたアクションシューティングゲーム。「ナムコット ファミリーコンピュータゲームシリーズ」第8弾。2020年8月20日にはNintendo Switch用ソフト『ナムコットコレクション』の追加DLCとしてファミコン版が移植配信されている。
アーケードゲーム『ワープ&ワープ』（1981年7月、後述）のグレードアップ移植作品でもある。
開発もナムコが担当し、プログラムは深谷正一が手掛けていたが開発中に死去したため、残りは大森田不可止によって仕上げた。

## ゲーム内容
スペースワールドとメイズワールドのふたつの世界をワープしながら異次元ベムを退治していく。ワープは強制ではないため、同じワールドにとどまって戦い続けることも可能。スペースワールドではリニアガンによる直接攻撃。メイズワールドでは時限爆弾による間接攻撃で戦う。時限爆弾はボタンを押す長さで爆発する時間を調整可能。爆風に巻きこまれるとミスになってしまう。
時おり出現するパワーアップターゲットを取ることで一定時間、爆裂弾や吸着爆弾が使えるようになるが、メイズワールドで使える吸着爆弾はスペースワールドで出現し、スペースワールドで使える爆裂弾はメイズワールドに出現する。
2人同時プレイが可能で、Iコントローラーでホワイトワープマン、IIコントローラーでオレンジワープマンを操作。相手のワープマンをリニアガンで攻撃すると、攻撃された方は一定時間操作不能になる。

## 異次元ベム

### ソルジャーベム
ベロ
大きな舌が特徴。“一般大衆”ベム。
ドッペ
分裂する。“スキゾ”ベム。
ガラモ
じっとしている間は攻撃を受けつけない。“心頭滅却”ベム。

### ミステリーベム
同色同タイプのソルジャーベムを3匹やっつけると出現する。
クワガッタン
倒すと500点。頭の上にクワガタのあごのようなものがついている。
オニガラマン
倒すと1000点。大きな口に歯が2本。
シシトガリン
倒すと2000点。細長い足が特徴。

### その他のベム
エクストラベム
E・X・T・R・Aの文字をいずれかひとつ持って登場するミステリーベム。
すべてそろえるとワープマンが1人増える(1up)。

## その他
ソルジャーベムは倒すエリアによって得点が変化し、エリアによって体色が変化する（3段階）。画面中央に近いほど高得点を得られるほか、爆風で一度に多くの異次元ベムをまきこむとボーナス得点を得られる。
面数を表す旗は、10を表す旗が4本、1を表す小旗8本、計48でカンストするので、48面以降は現在が何面なのか知ることができなくなる。残機は4までの表示とかなり少ないが、内部的な数値は保持されているので、5以上の残機を貯めることは可能になっている。
リセットボタンを押してもハイスコアは消えないが、電源を切ると消える。

## 移植版
| No. | タイトル               | 発売日        | 対応機種        | 開発元          | 発売元   | メディア                            | 型式 | 備考 |
| --- | ---------------------- | ------------- | --------------- | --------------- | -------- | ----------------------------------- | ---- | ---- |
| 1   | ナムコットコレクション | 2020年8月20日 | Nintendo Switch | B.B.スタジオ M2 | バンナム | Switch専用ゲームカード ダウンロード |      |      |

## ワープ&ワープ
1981年7月にアーケードゲームとして発表。家庭用は1984年2月19日にナムコットゲームセンターシリーズ第4弾としてMSXに移植。後に1990年3月9日にフロッピーディスクで発売されたMSX用オムニバスソフト『ディスクNG 1』にも、このMSX版が収録されている。このほか、M5やPV-1000にも移植。また。2023年11月22日にアーケードアーカイブスの1作品としてPlayStation 4版とNintendo Switch版が配信された。

### ワープマンとの相違点
2つの世界を行き来して敵を倒すという基本はワープマンと同じだが、以下の様な違いがある。
- 2人同時プレイは不可。1ミス交代の交互プレイは可能。
- キャラクターは単色で、デザインも異なる。移動は若干スムーズさに劣る。
- ソルジャーベムに相当する敵はベロベロ1種類のみ。
- ミステリーベムはスペースワールドでのみ出現する。
- エクストラベムは存在しない。ファイター（自機）の増加は得点による。標準設定で初回8千点、以降3万点毎である。。
- 面数によるステージデザインの変化が無い。
- 面クリア時のワールドに関わらず、次の面はスペースワールドから始まる。
- スペースワールドのリニアガンが単発。
- パワーアップターゲット無し。

### 移植版
| No. | タイトル      | 発売日         | 対応機種                      | 開発元       | 発売元       | メディア                              | 型式    | 備考               | 出典              |
| --- | ------------- | -------------- | ----------------------------- | ------------ | ------------ | ------------------------------------- | ------- | ------------------ | ----------------- |
| 1   | ワープ&ワープ | 1982年11月     | M5                            | タカラ       | タカラ       | ロムカセット                          | -       |                    |                   |
| 2   | ワープ&ワープ | 1983年10月     | PV-1000                       | カシオ計算機 | カシオ計算機 | ロムカセット                          | GPA-106 |                    | [ 2 ]             |
| 3   | ワープ&ワープ | 1984年2月19日  | MSX                           | ナムコ       | ナムコ       | ロムカセット                          | 04      |                    |                   |
| 4   | ディスクNG 1  | 1990年3月9日   | MSX2                          | ナムコ       | ナムコ       | フロッピーディスク                    | -       | MSX版を収録        |                   |
| 5   | ワープ&ワープ | 2023年11月22日 | PlayStation 4 Nintendo Switch | バンナム     | ハムスター   | ダウンロード （アーケードアーカイブス | -       | アーケード版の移植 | [ 3 ] [ 4 ] [ 5 ] |